# Slipsgossen
Slipsgossen, sedan 2008 Nonno Herrdetaljer,  är en butikskedja som funnits sedan 1986 och har flera franchisebutiker runtom i Sverige. Förutom slipsar säljer de även tröjor, skjortor, underkläder och accessoarer.
Slipsarna kommer huvudsakligen från Como strax norr om Milano i Italien, där de flesta slipsarna i Europa tillverkas. 
Slipsgossen var en av parterna bakom utmärkelsen Guldslipsen, som delades ut tre gånger åren 2004-2006 till någon som främjade slipsbärande. Mottagare var Peter Jihde, Peder Lamm och Sverker Åström.
Valslipsen lanseras inför riksdagsvalet av Slipsgossen. Slipsen designas av satirtecknaren och konstnären Leif Zetterling och tillverkas numrerade i 349 exemplar, lika många som det finns ledamöter i riksdagen. Valslipsens motiv speglar det politiska klimatet med porträtt av de olika partiledarna, och den rådande ställningen bland partierna.
Slipsgossen bytte under hösten 2008 namn till Nonno Herrdetaljer. Syftet med namnändringen var att förtydliga ompositioneringen från ren slipsbutik till att omfatta flera accessoarer eller herrdetaljer. Nonno betyder morfar eller farfar på italienska och förmedlar budskapet att butiken säljer artiklar riktade till män, men också en uppmaning till yngre män att följa i äldre generationers gentlemannamässighet i fråga om stil och uppförande.